# Buenaventura, Spanien
Buenaventura är en kommunhuvudort i Spanien.   Den ligger i provinsen Toledo och regionen Kastilien-La Mancha, i den centrala delen av landet, 100 km väster om huvudstaden Madrid. Buenaventura ligger 432 meter över havet och antalet invånare är 500.
Terrängen runt Buenaventura är varierad.Runt Buenaventura är det glesbefolkat, med 9 invånare per kvadratkilometer. Närmaste större samhälle är Casavieja, 13,7 km nordost om Buenaventura. Omgivningarna runt Buenaventura är huvudsakligen savann.